# 2 février 1949
Le mercredi 2 février 1949 est le 33e jour de l'année 1949.

## Naissances
- Yasuko Namba (morte le 11 mai 1996), alpiniste japonaise
- Lubna Agha (morte le 6 mai 2012), artiste-peintre sud-asiatique d'origine pakistanaise
- Armand Mikaelian (mort le 21 mars 2015), gardien de but de water-polo
- Brent Spiner, acteur et scénariste américain
- Bernard Farcy, acteur français
- Astrid Fugellie, poétesse chilienne
- Jack McGee, acteur américain
- Peggy Michel, joueuse de tennis américaine
- Bill Robinson, joueur canadien de basket-ball
- Jonas Bahamboula, footballeur international congolais

## Décès
- Sekiryo Kaneda (né en 1883), gendre de Yamauchi Fusajirō, fondateur de Nintendo Koppaï
- Blanche Sewell (née le 27 octobre 1898), monteuse américaine

## Autres événements
- mise sur le marché du premier disque 45 tours. La diffusion du microsillon remplace le 78 tours[réf. nécessaire]
- Sortie française du film Piège à hommes
- Sortie française du film Sa dernière course
- Sortie française du film Allemagne année zéro